# Persone di nome Evelyn
| Questa pagina contiene informazioni ricavate automaticamente dalle voci biografiche con l'ausilio del template Bio e di un bot. L'aggiornamento è periodico e automatico e ricostruisce completamente la pagina. Se manca una persona in questa lista, sei pregato di non aggiungerla, ma accertati piuttosto che la sua voce biografica contenga il template Bio e che i dati anagrafici siano correttamente compilati. Se il template Bio manca, inseriscilo tu stesso o, in alternativa, metti l'avviso {{tmp\|Bio}} che ne segnala la mancanza. Se i dati riportati sono sbagliati, correggi direttamente la voce biografica; le modifiche saranno visibili in questa lista entro pochi giorni. Per chiarimenti vedi il progetto antroponimi. La lista contiene solo le 83 persone che sono citate nell'enciclopedia e per le quali è stato implementato correttamente il template Bio. Pagina aggiornata al 6 mag 2025. |

Questa è una lista di persone presenti nell'enciclopedia che hanno il nome Evelyn, suddivise per attività principale.

## Astronome(1)
- Evelyn Leland, astronoma statunitense

## Attrici(20)
- Evelyn Ankers, attrice statunitense (Valparaíso, n. 1918 - Maui, † 1985)
- Evelyn Brent, attrice statunitense (Tampa, n. 1899 - Los Angeles, † 1975)
- Gemma Chan, attrice e ex modella britannica (Londra, n. 1982)
- Evelyn Famà, attrice e danzatrice italiana (Catania, n. 1975)
- Evelyn Francis, attrice statunitense
- Evelyn Francisco, attrice statunitense (Little Rock, n. 1904 - Corona, † 1963)
- Eve Brenner, attrice statunitense (New York, n. 1925)
- Evelyn Hamann, attrice e doppiatrice tedesca (Amburgo, n. 1942 - Amburgo, † 2007)
- Evelyn Keyes, attrice statunitense (Port Arthur, n. 1916 - Montecito, † 2008)
- Evelyn Laye, attrice e cantante inglese (Londra, n. 1900 - Londra, † 1996)
- Evelyn Lovequist, attrice e modella statunitense (Chicago, n. 1931 - Los Angeles, † 1996)
- Evelyn Nelson, attrice statunitense (Chloride, n. 1899 - Los Angeles, † 1923)
- Renée O'Connor, attrice, produttrice cinematografica e regista statunitense (Katy, n. 1971)
- Evelyn Opela, attrice tedesca (Varnsdorf, n. 1945)
- Evelyn Pierce, attrice statunitense (Del Rio, n. 1907 - Oyster Bay, † 1960)
- Evelyn Selbie, attrice statunitense (Louisville, n. 1871 - Los Angeles, † 1950)
- Evelyn Sharma, attrice tedesca (Francoforte sul Meno, n. 1986)
- Evelyn Varden, attrice statunitense (Adair, n. 1893 - New York, † 1958)
- Evelyn Venable, attrice statunitense (Cincinnati, n. 1913 - Coeur d'Alene, † 1993)
- Evelyn Ward, attrice statunitense (West Orange, n. 1923 - Los Angeles, † 2012)

## Calciatori(1)
- Evelyn Lintott, calciatore inglese (Godalming, n. 1883 - † 1916)

## Calciatrici(2)
- Evelyn Ijeh, calciatrice svedese (Malmö, n. 2001)
- Evelyn Nwabuoku, calciatrice nigeriana (Lagos, n. 1985)

## Cantanti(1)
- Evelyn King, cantante statunitense (New York, n. 1960)

## Cestiste(2)
- Eckie Jordan, cestista statunitense (Pelzer, n. 1925 - Anderson, † 2017)
- Evelyn Mawuli, cestista giapponese (Toyohashi, n. 1995)

## Cicliste su strada(2)
- Evelyn Arys, ex ciclista su strada e pistard belga (Aalst, n. 1990)
- Evelyn Stevens, ex ciclista su strada e pistard statunitense (Claremont, n. 1983)

## Drammaturghe(1)
- Evelyn Greenleaf Sutherland, commediografa statunitense (Cambridge, n. 1855 - Boston, † 1908)

## Esploratori(1)
- Evelyn Baldwin, esploratore statunitense (Springfield, n. 1862 - Washington, † 1933)

## Fisiche(1)
- Evelyn Fox Keller, fisica statunitense (New York, n. 1936 - Cambridge, † 2023)

## Funzionarie(1)
- Evelyn Lincoln, funzionaria statunitense (Contea di Polk, n. 1909 - Washington, † 1995)

## Generali(1)
- Evelyn Pierrepont, II duca di Kingston-upon-Hull, generale e nobile inglese (Nottingham, n. 1711 - Nottingham, † 1773)

## Giocatrici di calcio a 5(1)
- Evelyn Vicchiarello, giocatrice di calcio a 5 e ex calciatrice italiana (Lanciano, n. 1986)

## Hockeiste su ghiaccio(1)
- Evelyn Bazzanella, ex hockeista su ghiaccio italiana (Bolzano, n. 1976)

## Imprenditori(1)
- Evelyn de Rothschild, imprenditore, filantropo e mecenate britannico (Westminster, n. 1931 - Londra, † 2022)

## Infermiere(1)
- Evelyn Ntoko Mase, infermiera sudafricana (Engcobo, n. 1922 - Soweto, † 2004)

## Matematiche(1)
- Evelyn Boyd Granville, matematica e programmatrice statunitense (Washington, n. 1924 - Silver Spring, † 2023)

## Militari(1)
- Evelyn Baring, I conte di Cromer, ufficiale e politico britannico (Cromer, n. 1841 - Londra, † 1917)

## Modelle(2)
- Evelyn Nesbit, modella, ballerina e attrice statunitense (Tarentum, n. 1884 - Santa Monica, † 1967)
- Evelyn Ay Sempier, modella statunitense (Ephrata, n. 1933 - † 2008)

## Nobildonne(1)
- Evelyn FitzMaurice, nobildonna inglese (n. 1870 - † 1960)

## Nobili(1)
- Evelyn Seymour, XVII duca di Somerset, nobile britannico (Colombo, n. 1882 - Londra, † 1954)

## Nuotatrici(3)
- Evelyn Kawamoto, nuotatrice statunitense (Honolulu, n. 1933 - † 2017)
- Evelyn Stolze, ex nuotatrice tedesca orientale (Erfurt, n. 1954)
- Evelyn Verrasztó, nuotatrice ungherese (Budapest, n. 1989)

## Percussioniste(1)
- Evelyn Glennie, percussionista e compositrice scozzese (Aberdeen, n. 1965)

## Pittrici(1)
- Evelyn Ashamallah, pittrice e artista egiziana (n. 1948)

## Politiche(3)
- Evelyn Matthei, politica e economista cilena (Santiago del Cile, n. 1953)
- Evelyn Regner, politica austriaca (Vienna, n. 1966)
- Evelyn Salgado Pineda, politica messicana (Iguala, n. 1982)

## Politici(2)
- Evelyn Pierrepont, I duca di Kingston-upon-Hull, politico e nobile inglese (West Dean - Londra, † 1726)
- Evelino Waddington, politico britannico (Londra, n. 1806 - † 1882)

## Psicologhe(1)
- Evelyn Hooker, psicologa statunitense (North Platte, n. 1907 - Santa Monica, † 1996)

## Registe(1)
- Evelyn Lambart, regista e animatrice canadese (Ottawa, n. 1914 - Sutton, † 1999)

## Saltatrici con gli sci(1)
- Evelyn Insam, ex saltatrice con gli sci italiana (Bressanone, n. 1994)

## Sciatrici(1)
- Evelyn Werner, sciatrice tedesca

## Sciatrici alpine(1)
- Evelyn Pernkopf, ex sciatrice alpina austriaca (n. 1990)

## Scrittori(1)
- Evelyn Waugh, scrittore britannico (Londra, n. 1903 - Taunton, † 1966)

## Scrittrici(3)
- Evelyn Beatrice Hall, scrittrice e biografa britannica (Shooter's Hill, n. 1868 - Wadhurst, † 1956)
- Evelyn Underhill, scrittrice inglese (Wolverhampton, n. 1875 - Londra, † 1941)
- Evie Wyld, scrittrice britannica (Londra, n. 1980)

## Scultrici(1)
- Evelyn Beatrice Longman, scultrice statunitense (Winchester, n. 1874 - Osterville, † 1954)

## Showgirl(1)
- Evelyn Hanack, showgirl, ballerina e coreografa tedesca (Roma, † 2021)

## Soprani(3)
- Evelyn Herlitzius, soprano tedesco (Osnabrück, n. 1963)
- Evelyn Lear, soprano statunitense (Brooklyn, n. 1926 - Contea di Montgomery, † 2012)
- Evelyn Parnell, soprano statunitense (Boston, n. 1888 - New York, † 1939)

## Storiche(1)
- Evelyn Jamison, storica inglese (St Helens, n. 1877 - Londra, † 1972)

## Storiche dell'arte(2)
- Evelyn Sandberg Vavalà, storica dell'arte britannica (Compton, n. 1888 - Firenze, † 1961)
- Evelyn Franceschi Marini, storica dell'arte, giornalista e scrittrice italiana (n. 1855 - Sansepolcro, † 1920)

## Tenniste(4)
- Evelyn Colyer, tennista britannica (Wandsworth, n. 1902 - Bishnath, † 1930)
- Evelyn Dearman, tennista britannica (n. 1908 - † 1993)
- Evelyn Fauth, ex tennista austriaca (Sankt Peter im Sulmtal, n. 1976)
- Evelyn Sears, tennista statunitense (Waltham, n. 1875 - Waltham, † 1966)

## Tennisti(1)
- Eustace Fannin, tennista sudafricano (Ixopo, n. 1915 - Durban, † 1997)

## Triatlete(1)
- Evelyn Williamson, triatleta neozelandese (Hamilton, n. 1971)

## Velociste(3)
- Evelyn Ashford, ex velocista statunitense (Shreveport, n. 1957)
- Evelyn Furtsch, velocista statunitense (San Diego, n. 1914 - Santa Ana, † 2015)
- Evelyn Kaufer, ex velocista tedesca (Sohland an der Spree, n. 1953)

## Senza attività specificata(3)
- Evelyn Berezin, ingegnera, inventrice e informatica statunitense (East Bronx, n. 1925 - Manhattan, † 2018)
- Evelyn Hart, ex ballerina canadese (Toronto, n. 1956)
- Evelyn McHale, statunitense (Berkeley, n. 1923 - New York, † 1947)